# Rothus auratus
Rothus auratus är en spindelart som beskrevs av Pocock 1900. Rothus auratus ingår i släktet Rothus och familjen vårdnätsspindlar. Inga underarter finns listade i Catalogue of Life.